# Герб Питкяранты
Герб Питкяранты — официальный символ муниципального образования «Питкярантское городское поселение» и города Питкяранта Питкярантского района Республики Карелия. Герб утверждён Решением Совета Питкярантского городского поселения № 391 от 15 сентября 2016 года и внесён в Государственный геральдический регистр Российской Федерации с присвоением регистрационного номера 11136.

## Описание
Согласно Положению о гербе Питкярантского городского поселения нынешний вариант герба выглядит следующим образом:
В зеленом поле под лазоревой (синей, голубой) волнистой главой, обременённой в пояс свитком, окаймлённой серебром, дважды нитевидно просечённым чёрным — две кирки накрест и поверх них — весури (национальный карельский тесак-сучкорез). Все фигуры — серебряные. Щит увенчан муниципальной короной установленного образца
.Герб был разработан и создан авторским коллективом в следующем составе:
- Константин Михайлович Башкиров;
- Виктория Валерьевна Карпунина;
- Светлана Юрьевна Штейнбах[2].

## Символика
Серебряный свиток — напоминание о целлюлозной промышленности города, а с другой — об истории города.
Две серебряные кирки накрест — наличие на территории городского поселения старинных шахт и современная добыча гранита, производство щебня на территории Питкярантского городского поселения.
- Зелень (зелёный) — напоминание о переводе с финского топонима «Питкяранта» как «Длинный берег». Ботанический памятник природы «Лесные культуры сосны горной» (0,6 га.) на территории муниципального образования Питкярантского городского поселения. Красота местной природы, её возрождение каждую весну. Весури (карельский тесак-сучкорез) — напоминание о более древних временах истории Питкяранты, когда местные жители активно пользовались этим инструментом.

- Серебро — символ чистоты, искренности, добродетели.
- Лазурь (синий, голубой) — символ красоты, мира, возвышенных устремлений. Cимвол водных просторов Ладоги — ведь когда на территории современной Питкяранты была небольшая деревушка, всего из нескольких дворов, Ладога занимала в жизни местных жителей важную роль.
- Чернь — мудрость, скромность.

Корона установленного образца — статусный элемент, символизирующий ранг муниципального образования как городского поселения — центра муниципального района.

## История герба

### Герб 1990 года
В 1990 году на волне интереса к территориальной геральдике власти города объявили конкурс на создание герба города, о чём было объявлено 5 июня в газете «Новая Ладога». Всего было подано 13 проектов, из них сессия Горсовета 26-27 декабря выбрала проект городского архитектора Г. М. Ядрова. Описание герба: «Щит разделен по горизонтали волнистым поясом, символизирующим Ладогу. В верхней лазуревой части щита стилизованный парус (в его очертаниях легко узнать лист бумаги, символизирующий местный целлюлозный комбинат). В нижней зелёной части щита — геологические инструменты (кирки), показывающие ведущуюся в окрестностях города добычу камня, а на них стрелка компаса. Голубое поле символизирует озёра, а зелёное — леса». В верхней части надпись «Питкарянты».

### Герб района 2006 года
В 2006 году переработанный вариант герба 1990 года был утверждён гербом Питкярантского района. Описание герба: «В верхней части герба на красном фоне название города — административного центра Питкярантского района. Герб района представляет собой щит, разделённый горизонтально надвое двумя волнообразными полосками золотистого цвета. Над ними на голубом фоне изображён скрученный в виде реторты парус, бегущий по волнам, символизирующий основную хозяйственную деятельность предприятий целлюлозно-бумажной промышленности. Голубой фон и волны подчеркивают нахождение района на берегу Ладожского озера. На нижнем поле зелёного цвета изображены скомпонованные в единый знак стрелы компаса и два скрещённых горных кайла, символизирующие историю возникновения поселения с горных выработок по добыче железа, меди и существующий в настоящее время горно-промышленный комплекс по добыче гранита для производства щебня и блоков. Зелёный фон обусловлен размещением района в лесном массиве. По контуру герба проходит кант. Буквы названия города и кант — жёлтого цвета. Сочетание цветов сверху вниз составляют флаг Карелии».

### Герб 2016 года
Нынешний вариант герба представляет собой видоизменённый и переработанный вариант герба Питкяранты 2006 года.